# Niechwaszcz
Niechwaszcz – rzeka przepływająca przez obszar województwa pomorskiego. 
W okresie wiosennym wysoki stan wód rzeki doprowadza do lokalnych podtopień areałów rolnych na obszarze gminy Brusy. Obszarem źródłowym rzeki są mokradła i torfowiska kompleksu leśnego Borów Tucholskich, odwadniane są one w kierunku południowym przez rzekę Niechwasz, a w kierunku północnym przez strumień Niechwaszcz z częstym występowaniem zjawiska bifurkacji.  Główny nurt rzeki przepływa równoleżnikowo przez połacie leśne Borów Tucholskich aż do ujścia do Wdy w Czarnej Wodzie.
Strumień Niechwaszcz uchodzi do jeziora Leśno Dolne.
Poprzez rzekę prowadzi wodny szlak kajakowy łączący dorzecze Brdy poprzez Zbrzycę i Młosienicę ze szlakiem dorzecza Wdy. W dolnym odcinku znajduje się Kanał Niechwaszczy (niem. Rieselkanal).